# Melomys fraterculus
Melomys aerosus es una especie de roedores perteneciente a la familia de los múridos.
Son roedores de pequeño tamaño, con una longitud de cabeza a grupa de 153 a 155 mm y una cola de 126 a 140 mm. Es una especie endémica de la isla de Seram, en Indonesia, donde vive en las selvas pluviales a 1.830 m s. n. m. Debido a la pérdida de su hábitat y a su limitada distribución, se encuentra en grave peligro de extinción.